# Bassin hydrographique
Pour les articles homonymes, voir Grand Bassin.

Carte des principaux bassins hydrographiques de l'Union européenne.

Carte des principaux bassins hydrographiques de France.

Un bassin hydrographique est un bassin versant de grande taille, drainé par un réseau de cours d'eau se déversant vers la mer par une embouchure (estuaire, delta). Les limites d'un bassin hydrographique sont constituées par la ligne de partage des eaux superficielles, déterminée par l'hydrographie de la zone de drainage. 
Par extension, en France, le bassin hydrographique désigne aussi le territoire administratif de gestion de l'eau (Agence de l'eau) à cette échelle. Les limites du bassin hydrographique peuvent inclure les bassins versants de plusieurs fleuves, dont des fleuves côtiers, et sont des limites administratives de communes françaises. Elles s'approchent au plus près des lignes de partage des eaux, mais peuvent aussi significativement s'en éloigner.

## Définition
La directive européenne 2000/60/CE du 23 octobre 2000 définit un bassin hydrographique comme « toute zone dans laquelle toutes les eaux de ruissellement convergent à travers un réseau de rivières, de fleuves et éventuellement de lacs vers la mer, dans laquelle elles se déversent par une seule embouchure, estuaire ou delta ».

## Belgique
La Belgique contient tout ou partie des bassins hydrographiques suivants (nommés, si possible, d'après les fleuves se jetant dans la mer) :
- Yser
- Bassin côtier de la mer du Nord (entre le bassin de l'Yser et celui de l'Escaut)
- Escaut
- Meuse
- Rhin (à la frontière avec l'Allemagne et le grand-duché de Luxembourg)
- Seine (aux environs de la source de l'Oise)

## France
La France comprend 11 bassins hydrographiques : six en France métropolitaine et cinq en outre-mer,. Les bassins hydrographiques sont découpés dans le référentiel national BD Carthage en éléments de plus en plus fins, emboîtés selon quatre niveaux :
- une région hydrographique contient au maximum dix secteurs hydrographiques. La liste des 24 régions hydrographiques a été arrêtée dans la circulaire n°91-50 du 12 février 1991 mais la détermination de leurs limites est sous la responsabilité des Agences de l'Eau.
- un secteur hydrographique contient au maximum dix sous-secteurs hydrographiques. 187 secteurs sont définis en France métropolitaine.
- un sous-secteur hydrographique contient au maximum dix zones hydrographiques. 1 140 sous-secteurs sont définis en France métropolitaine.
- la zone hydrographique est l'élément le plus fin de la partition du territoire en bassins. 6 189 zones hydrographiques sont définies en France métropolitaine.

La liste des bassins hydrographiques français est la suivante. (N.B. « Affluents du Rhin » désigne en réalité la partie française du bassin versant de la Sambre, affluent de la Meuse.)
| Bassin hydrographique    | Région hydrographique | Région hydrographique                                                                               | Superficie  | Superficie       | Population (2022) | Population (2022) | Répartition                                        | Cours d'eau (2006) |
| Bassin hydrographique    | Code Sandre           | Libellé                                                                                             | Valeur      | Taux / métropole | Valeur            | Taux / métropole  | Répartition                                        | Cours d'eau (2006) |
| ------------------------ | --------------------- | --------------------------------------------------------------------------------------------------- | ----------- | ---------------- | ----------------- | ----------------- | -------------------------------------------------- | ------------------ |
| France métropolitaine    |                       | |             |                  |                   |                   |                                                    |                    |
| Rhin-Meuse               | A                     | Le Rhin                                                                                             | 31 646 km2  | 5,77 %           | 3 906 003 hab.    | 6,00 %            | 8 départements entiers ou partiels, 3240 communes  | 30 058 km          |
| Rhin-Meuse               | B                     | La Meuse                                                                                            | 31 646 km2  | 5,77 %           | 449 267 hab.      | 0,69 %            | 8 départements entiers ou partiels, 3240 communes  | 30 058 km          |
| Artois-Picardie          | D                     | Affluents du Rhin                                                                                   | 19 907 km2  | 3,63 %           | 186 148 hab.      | 0,29 %            | 4 départements, 2474 communes                      | 12 265 km          |
| Artois-Picardie          | E                     | l'Escaut et fleuves côtiers se jetant dans la mer de la frontière belge à l'embouchure de la Bresle | 19 907 km2  | 3,63 %           | 4 588 876 hab.    | 7,05 %            | 4 départements, 2474 communes                      | 12 265 km          |
| Seine-Normandie          | F                     | La Seine de sa source au confluent de l'Oise (exclu)                                                | 94 430 km2  | 17,21 %          | 18 777 466 hab.   | 28,85 %           | 28 départements entiers ou partiels, 8400 communes | 55 083 km          |
| Seine-Normandie          | G                     | Les bassins côtiers de la limite du bassin Artois Picardie à l'embouchure de la Seine (exclu)       | 94 430 km2  | 17,21 %          | 18 777 466 hab.   | 28,85 %           | 28 départements entiers ou partiels, 8400 communes | 55 083 km          |
| Seine-Normandie          | H                     | La Seine du confluent de l'Oise (inclus) à l'embouchure                                             | 94 430 km2  | 17,21 %          | 18 777 466 hab.   | 28,85 %           | 28 départements entiers ou partiels, 8400 communes | 55 083 km          |
| Seine-Normandie          | I                     | Les bassins côtiers de l'embouchure de la Seine (exclu) à la limite du bassin Loire-Bretagne        | 94 430 km2  | 17,21 %          | 18 777 466 hab.   | 28,85 %           | 28 départements entiers ou partiels, 8400 communes | 55 083 km          |
| Loire-Bretagne           | J                     | Bassins de la Bretagne                                                                              | 156 680 km2 | 28,55 %          | 13 171 887 hab.   | 20,23 %           | 31 départements entiers ou partiels, 7283 communes | 135 493 km         |
| Loire-Bretagne           | K                     | La Loire de sa source à la Vienne (nc)                                                              | 156 680 km2 | 28,55 %          | 13 171 887 hab.   | 20,23 %           | 31 départements entiers ou partiels, 7283 communes | 135 493 km         |
| Loire-Bretagne           | L                     | La Loire de la Vienne (c) à la Maine (nc)                                                           | 156 680 km2 | 28,55 %          | 13 171 887 hab.   | 20,23 %           | 31 départements entiers ou partiels, 7283 communes | 135 493 km         |
| Loire-Bretagne           | M                     | La Loire de la Maine (c) à la mer                                                                   | 156 680 km2 | 28,55 %          | 13 171 887 hab.   | 20,23 %           | 31 départements entiers ou partiels, 7283 communes | 135 493 km         |
| Loire-Bretagne           | N                     | Bassins côtiers du sud de la Loire                                                                  | 156 680 km2 | 28,55 %          | 13 171 887 hab.   | 20,23 %           | 31 départements entiers ou partiels, 7283 communes | 135 493 km         |
| Adour-Garonne            | O                     | La Garonne                                                                                          | 116 767 km2 | 21,28 %          | 7 815 972 hab.    | 12,01 %           | 26 départements, 6769 communes                     | 119 966 km         |
| Adour-Garonne            | P                     | La Dordogne                                                                                         | 116 767 km2 | 21,28 %          | 7 815 972 hab.    | 12,01 %           | 26 départements, 6769 communes                     | 119 966 km         |
| Adour-Garonne            | Q                     | L'Adour                                                                                             | 116 767 km2 | 21,28 %          | 7 815 972 hab.    | 12,01 %           | 26 départements, 6769 communes                     | 119 966 km         |
| Adour-Garonne            | R                     | La Charente                                                                                         | 116 767 km2 | 21,28 %          | 7 815 972 hab.    | 12,01 %           | 26 départements, 6769 communes                     | 119 966 km         |
| Adour-Garonne            | S                     | Les fleuves côtiers                                                                                 | 116 767 km2 | 21,28 %          | 7 815 972 hab.    | 12,01 %           | 26 départements, 6769 communes                     | 119 966 km         |
| Rhône-Méditerranée-Corse | U                     | la Saône                                                                                            | 120 643 km2 | 21,98 %          | 15 860 710 hab.   | 24,36 %           | 31 départements entiers ou partiels                | 152 427 km         |
| Rhône-Méditerranée-Corse | V                     | Le Rhône (Saône-Isère-Durance exclues)                                                              | 120 643 km2 | 21,98 %          | 15 860 710 hab.   | 24,36 %           | 31 départements entiers ou partiels                | 152 427 km         |
| Rhône-Méditerranée-Corse | W                     | L'Isère                                                                                             | 120 643 km2 | 21,98 %          | 15 860 710 hab.   | 24,36 %           | 31 départements entiers ou partiels                | 152 427 km         |
| Rhône-Méditerranée-Corse | X                     | La Durance                                                                                          | 120 643 km2 | 21,98 %          | 15 860 710 hab.   | 24,36 %           | 31 départements entiers ou partiels                | 152 427 km         |
| Rhône-Méditerranée-Corse | Y                     | Côtiers vers mer Méditerranée                                                                       | 120 643 km2 | 21,98 %          | 15 860 710 hab.   | 24,36 %           | 31 départements entiers ou partiels                | 152 427 km         |
| Rhône-Méditerranée-Corse | Z                     | Îles marines                                                                                        | 8 727 km2   | 1,59 %           | 340 440 hab.      | 0,52 %            | 31 départements entiers ou partiels                | 152 427 km         |
| Total                    |                       | | 548 799 km2 | 100 %            | 65 096 769 hab.   | 100 %             | 96 départements                                    | 515 785 km         |
| Outre-mer                |                       | |             |                  |                   |                   |                                                    |                    |
| Guyane                   | --                    | | 83 846 km2  |                  | 281 678 hab.      |                   | 1 département                                      | 35 000 km          |
| Guadeloupe               | --                    | | 1 628 km2   |                  | 384 239 hab.      |                   | 1 département                                      |                    |
| Martinique               | --                    | | 1 120 km2   |                  | 364 508 hab.      |                   | 1 département                                      |                    |
| La Réunion               | --                    | | 2 512 km2   |                  | 861 210 hab.      |                   | 1 département                                      |                    |
| Mayotte                  |                       | | 376 km2     |                  | 256 518 hab.      |                   | 1 département                                      |                    |

|  |  |

## Canada
Au Canada, les eaux superficielles s’écoulent au sein de six bassins hydrographiques :
- Le bassin du Pacifique
- Le bassin de l'Arctique
- Le bassin de l'ouest de la baie d’Hudson et du Mississippi
- Le bassin du sud et de l'est de la baie d'Hudson
- Le bassin des Grands Lacs et du Saint-Laurent
- Le bassin de l'Atlantique